# Engelbrecht Károly (állatorvos)
Engelbrecht Károly (Tata, 1837 – Keszthely, 1875. március 8.) állatorvos és a felsőbb gazdasági intézet tanára.

## Élete
Bécsben elvégezte az állatorvosi tanintézetet és császári és királyi állatorvos lett. Az 1868 – 1869. tanévben az összes állattenyésztési s állatgyógyászati szakra a keszthelyi magyar királyi gazdasági tanintézethez rendes tanárnak kineveztetett.

## Munkái
1. Az állat-, boncz- és élettan, és az általános állattenyésztés alapvonalai. Pest, 1871 (1. füzet, földmives és felsőbb népiskolák sat. számára)
2. Mily tenyészirányt kövessen jövőre a kisebb juhtenyésztő, a m. kir. földmivelés-, ipar- és kereskedelmi miniszteriumnak benyújtá. Uo. 1872
3. A szarvasmarha, ennek fajta s külemtana, fogisméje, tenyésztése, takarmányozása, hizlalása, patkolása, a tej és sajtgazdaság belső és külső szórványos és járványos betegségei és gyógyításuk. Tanuló és gyakorló gazdák számára. Uo. 1872 (2. jav. kiadás. Bpest, 1874)
4. A gazda mint állatorvos a szükségben, vagyis táblázatos kimutatása a lovak, szarvasmarhák, juhok, sertések és kutyáknak leggyakrabban előforduló és belső, szórványos és járványos betegségeinek és orvoslásának. Keszthely, 1874
5. A gazdasági állatboncz- és élettan. Tanuló és gyakorló gazdák számára. Bpest, 1875
Gazdászati, természetrajzi s állatorvosi cikkeket irt a Gazdasági Lapokba (1863–72.), a Gazdászati Közlönybe (1869. Az angol lótenyésztés legkorábbi története), a M. orvosok és természetvizsgálók Munkálataiba (XIV. 1870. Nézeteim a keleti marhavész beójtásáról), az Egyesületi Közleményekbe (1872), a Gyakorlati Mezőgazdába (1872), a Falusi Gazdába (1874), a Földmivelési Érdekeinkbe (1874) és a M. Gazdába (1874)